# Metaxia metaxae
Metaxia metaxae är en snäckart som först beskrevs av Delle Chiaje 1829.  Metaxia metaxae ingår i släktet Metaxia och familjen Triphoridae. Inga underarter finns listade i Catalogue of Life.